# Carballos Altos
Carballos Altos es una aldea española situada en la parroquia de Lema, del municipio de Arzúa, en la provincia de La Coruña, Galicia.

## Demografía
| Gráfica de evolución demográfica de Carballos Altos entre 2000 y 2018 |
|                                                                       |
| Datos según el nomenclátor publicado por el INE.                      |